# 강태오
강태오(본명: 김윤환, 한국 한자: 金潤煥, 영어: Kim Yunhwan 1994년 6월 20일 ~ )는 대한민국의 배우이자 배우 그룹 서프라이즈의 멤버였다.

## 생애
- 2013년 웹드라마 '방과 후 복불복'으로 데뷔했다. 한국과 베트남 합작드라마 '오늘도 청춘'의 주연을 맡아 베트남에도 이름을 알렸다. 판타지오 소속 배우들로 구성된 그룹 '서프라이즈'의 멤버였다.
- MBC 드라마 '드라마 페스티벌 - 수사반장'에서 유행에 민감한 청소년이자, 버스회사 사장 아들 남남철 역을 맡아 최우식과 함께 7~80년대 멋쟁이 룩을 보여줬고, 같은 방송사 드라마인 <여왕의 꽃>에서는 아버지의 빚을 갚기 위해 열심히 아르바이트를 하며 살아가는 허동구 역을 맡았다.
- 극중에서 이솔(이성경)을 짝사랑하는 순정남으로 나오는데, 우정이 깨질까봐 고백하지도 못하고 그저 묵묵히 옆에서 지켜보며 도와준다.
- 그 외에 그룹 활동으로 중국과 홍콩 등에서 팬미팅과 음반활동을 이어가고 있다.
- 2019년 KBS 드라마 '조선로코 녹두전'에서 차율무 역을 맡았다. 정통사극이 아니었음에도 어린 주인공들 사이에서 돋보이는 사극 발성과 차분한 연기 그리고 선이 굵은 얼굴이 한복과 매우 잘 어울렸다. 특히 극 중후반에는 그가 맡은 역할이 인조반정의 주인공인 능양군임이 밝혀지며 까만 한복을 입고 액션 연기를 하는데 잘생김이 폭발했다.
- 김소현과의 연기에서는 너무나 사랑하는 여인에게 모든 걸 다 줄 수 있는데 마음만 받으면 된다고 하면서 눈물어린 고백을 하는데 거기서 요즘 보기 정말 드문 사극 멜로연기의 정석을 보여 주었다.미워할 수 없는 나쁜남자의 정석이다 이 작품으로 데뷔 후 첫 신인상을 받았다.
- 2020년 4월 1일 소속사 판타지오는 "배우 강태오의 전속 계약이 지난 3월 31일 자로 종료되었음을 알려드린다"라고 밝혔다.
- 기사 그리고 2020년 4월 8일 맨오브크리에이션과 전속계약을 했다. 기사
- 2022년 ENA 드라마 '이상한 변호사 우영우'의 남주인공인 이준호 역을 맡으며 이름을 세간에 알렸다.

## 학력
- 작전고등학교 (졸업)
- 건국대학교 영화학과 (졸업)

## 출연 작품

### 드라마
| 연도 | 방송사             | 제목                                         | 배역        | 비고                      |
| ---- | ------------------ | -------------------------------------------- | ----------- | ------------------------- |
| 2013 | 빈칸               | 《방과 후 복불복》                           | 강태풍      | 웹 드라마                 |
| 2013 | MBC                | 드라마 페스티벌 - 《수사부반장》             | 남남철      | 단막극                    |
| 2013 | MBC                | 《미스코리아》                               | 마애리 아들 |                           |
| 2014 | tvN                | 《스무살》                                   |             |                           |
| 2014 | VTV                | 《오늘도 청춘》                              | 이준수      | 한국 ・베트남 합작 드라마 |
| 2015 | VTV                | 《오늘도 청춘》                              | 이준수      | 한국 ・베트남 합작 드라마 |
| MBC  | 《여왕의 꽃》      | 허동구                                       |             |                           |
| 빈칸 | 《투 비 컨티뉴드》 | 양아치패거리 1                               | 웹 드라마   |                           |
| tvN  | 《두번째 스무살》  | 어린 김우철                                  |             |                           |
| MBC  | 《최고의 연인》    | 최영광                                       |             |                           |
| 2016 | VTV                | 《오늘도 청춘 2》                            | 이준수      | 한국 ・베트남 합작 드라마 |
| 2017 | MBC                | 《당신은 너무합니다》                        | 이경수      |                           |
| 2018 | OCN                | 《쇼트》                                     | 강호영      |                           |
| 2018 | OCN                | 《그남자 오수》                              | 김진우      |                           |
| 2019 | 넷플릭스           | 《첫사랑은 처음이라서》                      | 최훈        | 넷플릭스오리지널          |
| 2019 | KBS2               | 《조선로코-녹두전》                          | 차율무      |                           |
| 2019 | MBC                | 《하자있는 인간들》                          | 오정태      | 특별출연                  |
| 2020 | tvN                | 《낮과 밤》                                  |             |                           |
| 2020 | JTBC               | 《런 온》                                    | 이영화      |                           |
| 2021 | tvN                | 《어느 날 우리 집 현관으로 멸망이 들어왔다》 | 이현규      |                           |
| 2022 | ENA                | 《이상한 변호사 우영우》                     | 이준호      |                           |
| 2025 | tvN                | 《감자연구소》                               | 소백호      | 12부작                    |

### 영화
| 연도 | 제목                    | 배역    | 비고      |
| ---- | ----------------------- | ------- | --------- |
| 2010 | 풋! 고추 이야기         | 김화백  | 단편 영화 |
| 2014 | 방과 후 복불복 - 극장판 | 강태풍  |           |
| 2014 | 슬로우 비디오           | 후임    |           |
| 2015 | 일어나기                | 태선    | 독립 영화 |
| 2018 | 명당                    | 원경    |           |
| 2023 | 타겟                    | 나 형사 | 특별출연  |

## 연기 외 활동

### 텔레비전 프로그램
| 연도 | 방송사     | 제목                                                      | 역할                                  | 비고                     |
| ---- | ---------- | --------------------------------------------------------- | ------------------------------------- | ------------------------ |
| 2013 | KBS2       | 《출발드림팀 시즌 2》                                     | 게스트                                |                          |
| 2014 | MBC        | 《우리 결혼했어요》                                       | 특별 게스트 (송재림 & 김소은 커플 편) | 서프라이즈 멤버들과 출연 |
| 2014 | MBC        | 《2014 설특집 아이돌스타 육상 양궁 풋살 컬링 선수권대회》 | 게스트 출연                           | 서프라이즈 멤버들과 출연 |
| 2014 | SBS        | 《슈퍼주니어M의 게스트하우스》                            | 게스트 출연                           | 서프라이즈 멤버들과 출연 |
| 2015 | JTBC       | 《현생인류보고서 – 타인의 취향》                          | 고정 출연                             | 서프라이즈 멤버들과 출연 |
| 2016 | MBC        | 《황금어장 라디오스타》                                   | 게스트                                | 481회, 2016.06.08        |
| 2016 | KBS2       | 《안녕하세요》                                            | 게스트                                | 299회, 2016.11.14        |
| 2017 | KBS2       | 《해피선데이 - 슈퍼맨이 돌아왔다》                        | 게스트                                | 162회                    |
| 2017 | MBC every1 | 《비디오스타》                                            | 게스트                                | 27회                     |
| 2017 | SBS        | 《정글의 법칙 in 코타 마나도》                            | 게스트                                | 252회, 255회             |
| 2017 | MBC        | 《우리 결혼했어요》                                       | 특별 게스트 (공명 & 정혜성 커플 편)   | 서프라이즈 멤버들과 출연 |

### 광고
| 연도 | 기업                     | 브랜드               | 품목           | 비고                         |
| ---- | ------------------------ | -------------------- | -------------- | ---------------------------- |
| 2012 | 스킨푸드                 | 수박 줄무늬 위장크림 | 화장품         | 단우                         |
| 2013 | 소니                     | 소니a NEX-5T         | 카메라         |                              |
| 2014 | (주)아웃백스테이크하우스 | 아웃백스테이크하우스 | 패밀리레스토랑 |                              |
| 2014 | 동서식품                 | 맥심 T.O.P           | 커피           | 김민규, 박아인, 배다빈, 원빈 |
| 2014 | (주)샤트렌               | 와일드로즈           | 아웃도어       |                              |
| 2016 | (주)제이엘벤처스         | 보나드               | 화장품         | 공명                         |

## 수상 및 후보
| 연도 | 시상식                       | 부문                          | 작품                                               | 결과 |
| ---- | ---------------------------- | ----------------------------- | -------------------------------------------------- | ---- |
| 2015 | VTV 2015 드라마어워즈        | 남우주연상                    | 오늘도 청춘                                        | 수상 |
| 2017 | VTV 2017 드라마어워즈        | 남우주연상                    | 오늘도 청춘 2                                      | 후보 |
| 2017 | 제2회 아시아 아티스트 어워즈 | 라이징스타상                  | 당신은 너무합니다                                  | 수상 |
| 2017 | MBC 연기대상                 | 주말극부문 남자 우수연기상    | 당신은 너무합니다                                  | 후보 |
| 2019 | KBS 연기대상                 | 남자 신인연기상               | 조선로코 - 녹두전                                  | 수상 |
| 2019 | KBS 연기대상                 | 베스트 커플상 (with 장동윤)   | 조선로코 - 녹두전                                  | 후보 |
| 2019 | KBS 연기대상                 | 네티즌상 - 남자부문           | 조선로코 - 녹두전                                  | 후보 |
| 2021 | KBS 연기대상                 | 남자 드라마 스페셜·TV시네마상 | KBS 드라마 스페셜 - 딱밤 한대가 이별에 미치는 영향 | 후보 |
| 2022 | 2022 뉴시스 한류엑스포       | 서울시의회장상                | 빈칸                                               | 수상 |